# Канаш
Кана́ш (рос. Канаш, чув. Канаш) — місто, центр та єдиний населений пункт Канаського міського округу, центр Канаського району Чувашії, Росія.

## Населення
Населення — 45607 осіб (2010; 50593 у 2002).

## Господарство
Індустріальне місто, транспортний центр Чувашії, великий залізничний центр республіки. За питомою вагою в загальному обсязі відвантаженої продукції місто посідає третє місце серед міст Чуваської Республіки.
Включений до переліку монопрофільних муніципальних утворень Російської Федерації (мономіст) в категорію муніципальних утворень з найскладнішим соціально-економічним становищем (зокрема й у взаємозв'язку з проблемами функціонування містоутворюючих організацій).